# Zum Teufel mit der Seele
Zum Teufel mit der Seele ist eine australische Filmkomödie von Peter Duncan aus dem Jahr 1998.

## Handlung
Dr. Richard Shorkinghorn und Kate Haslett, beide konkurrierende Wissenschaftler und ein ehemaliges Liebespaar, erforschen das Aufhalten des Alterns an Hühnern. Nun sind sie auf der Suche nach Forschungsgeldern für eine Ausweitung der Forschung auf den Menschen.
Grace Michael und ihr Mann Godfrey Usher, Schatzkanzler Australiens, laden Richard und Kate übers Wochenende in ihr Landhaus ein, da sie sehr an dieser wissenschaftlichen Arbeit interessiert sind. Der Großvater von Grace war selbst ein preisgekrönter Wissenschaftler. Grace und Godfrey sind äußerst exzentrisch, dem Alkohol sehr zugetan und machen einen sehr verrückten Eindruck. Während einer feuchtfröhlichen Nacht erzählt Godfrey Richard, dass er eigentlich keine Ahnung von Wirtschaft hat, und Grace händigt ihm das Tagebuch ihres Großvaters aus. Nach einer Party am nächsten Tag entdecken Richard und Kate ein völlig blutüberströmtes Badezimmer, in dem sich Sue Harrington, eine gemeinsame Kollegin, angeblich selbst getötet hat. Beide werden künftig von dem jeweiligen Ehepartner sexuell bedrängt. Sie finden heraus, dass sich Graces Großvater dem Satanismus verschrieben hatte. Dies trifft auch auf ihre Gastgeber zu. Aus Angst vor dem Altern möchten Grace und Godfrey die beiden in ihren Kreis aufnehmen und bedingungslos fördern.
Drei Jahre später sind Richard und Kate verheiratet. Sie haben den Vorschlag von Grace und Godfrey, inzwischen Premierminister Australiens, angenommen. Des Weiteren haben sie den Durchbruch ihrer Forschung erreicht, haben jedoch genug von der Kontrolle durch Grace und Godfrey und händigen ihnen nichts aus. Um an die Formel zu kommen, will das verrückte Ehepaar Richard und Kate in einer satanischen Zeremonie töten. Beide können aber fliehen und versorgen zukünftig ausgewählte Menschen in ihrer eigenen Apotheke mit Tabletten, die den Alterungsprozess aufhalten.

## Kritik
„Eine dialogbetonte Komödie mit satirischen Seitenhieben gegen die Großmannssucht des Menschen, seine Daseinsängste sowie sein Streben nach Erkenntnis und Erlösung. Im Ansatz durchaus reizvoll, verliert sich der Film in der Vielzahl seiner formalen Ansätze und thematischen Bezüge, bis er nur noch Leerlauf bewirkt.“

„Ein faustisches Thema verarbeitet Australier Peter Duncan in seiner bösen Low-Budget-Comedy, in der sich "Shine"-Star Geoffrey Rush diabolisch und machthungrig gibt. Autor, Produzent und Regisseur Duncan mangelt es nicht an Dialogwitz und originellen Ideen, doch kann er sich im Ton nicht zwischen spitzer, politischer Satire und Groteske entscheiden.“